# Margaret W. Rossiter
Margaret W. Rossiter (1944) és una escriptora, editora i historiadora de la ciència estatunidenca. De 1994 a 2003 va ser l'editora de la revista Isis, publicació oficial de la History of Science Society. Actualment ensenya història de la ciència a la Universitat Cornell. Seva és la denominació de l'efecte Matilda, en referència a la feminista Matilda Joslyn Gage, per a designar la manca de reconeixement sistemàtic de les contribucions de les dones a la ciència, que són considerats anònims o atribuïts als seus col·legues homes.
D'ella és la frase "Les dones han rebut menor visibilitat per raons de gènere" (1993)